# 1970年波拉气旋
1970年波拉气旋（英語：1970 Bhola Cyclone、Severe Cyclonic Storm Thirteen）是1970年北印度洋气旋季第六个达到气旋风暴强度的热带气旋，也是當季最强的热带气旋。它于11月3日生成，11月13日消散。它毁灭性地袭击了东巴基斯坦（现今孟加拉国）和印度西孟加拉邦。迄今为止，它仍然是最为致命的热带气旋，也是最致命的自然灾害之一。这场风暴共夺走500,000条人命，并造成86,400,000美元（1970年美元，相当于2025年的7億美元）损失。主要原因是气旋产生的风暴潮使恒河三角洲低洼的岛屿大部分淹没。
这场风暴于11月8日在孟加拉湾中部形成，接着开始北移并且增强。至11月11日，气旋风速达到185公里/小时（115英里/小时），即四级飓风标准，并于次日下午登陆东巴基斯坦（现为孟加拉国）波拉县海岸。气旋登陆后，巨大的风暴潮袭击近岸的岛屿，并摧毁当地的村庄，使庄稼严重减产。在收到风暴影响最严重的塔祖穆丁乌帕齐拉，有超过45%的人口丧生。当时叶海亚·汗领导的巴基斯坦军政府因没有及时处理灾后的处置工作，被东巴基斯坦的政治领导和国际社会一致批评。在一个月后的第一届巴基斯坦下议院选举中，反对派孟加拉国人民联盟在东巴基斯坦的选举中取得了压倒性的胜利。之后，东巴基斯坦人民武装和巴基斯坦中央政府之间展开激烈冲突，最终爆发孟加拉国解放战争和1971年印巴战争。虽然其间孟加拉人遭到了大规模迫害，但最终使孟加拉国赢得独立。

## 气象历史

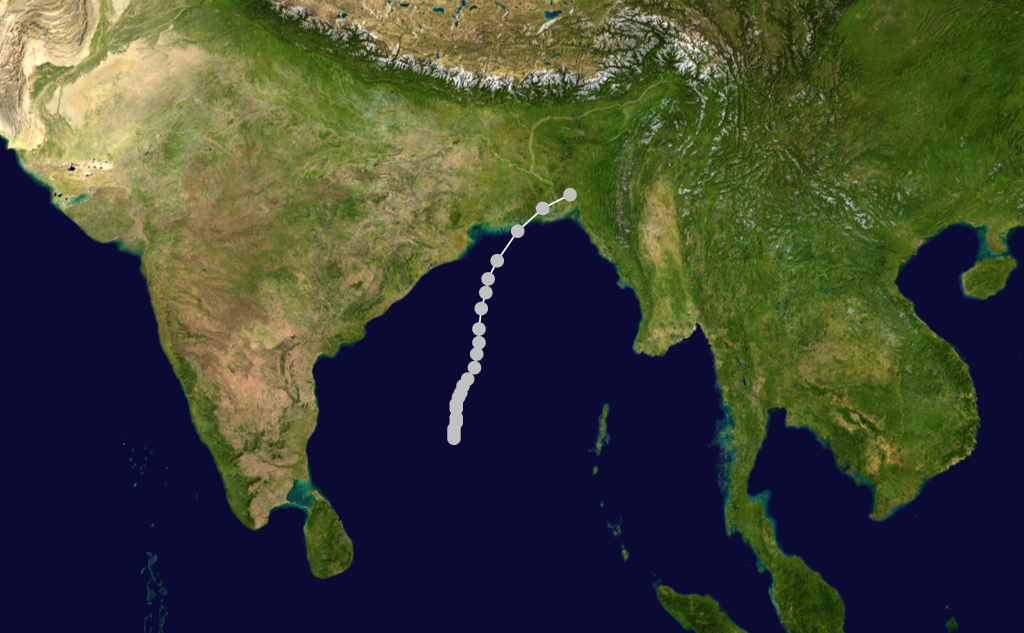
气旋路径图

原活动于南中国海的热带风暴诺拉的残余于1970年11月5日穿越马来半岛。11月8日，该系统移动至孟加拉湾中部，重新增强为一热带低气压，并缓慢地西北移动。11月9日，印度气象局将其升格为气旋风暴，给予编号13。风暴当晚移动至14.5°N, 87°E附近几乎停滞不动，但在11月10日加速向北移动。
11月11日，该系统增强为一强烈气旋风暴，开始向东北方向移动，趋向孟加拉湾北部。此时，风暴开始出现清晰的风眼，并急剧增强，在不久后达到三分钟持续风速185 km/h（100 kn）、一分钟持续风速240 km/h（130 kn）的巅峰，此时风暴中心最低气压为960百帕。此时，恰逢月圆之时，所以当地满潮。11月12日晚间，风暴在东巴基斯坦波拉县登陆，不久因地形摩擦迅速减弱。11月13日在阿加尔塔拉西南100千米处减弱为一气旋风暴，当天晚上在阿萨姆邦南部减弱为一低压区。

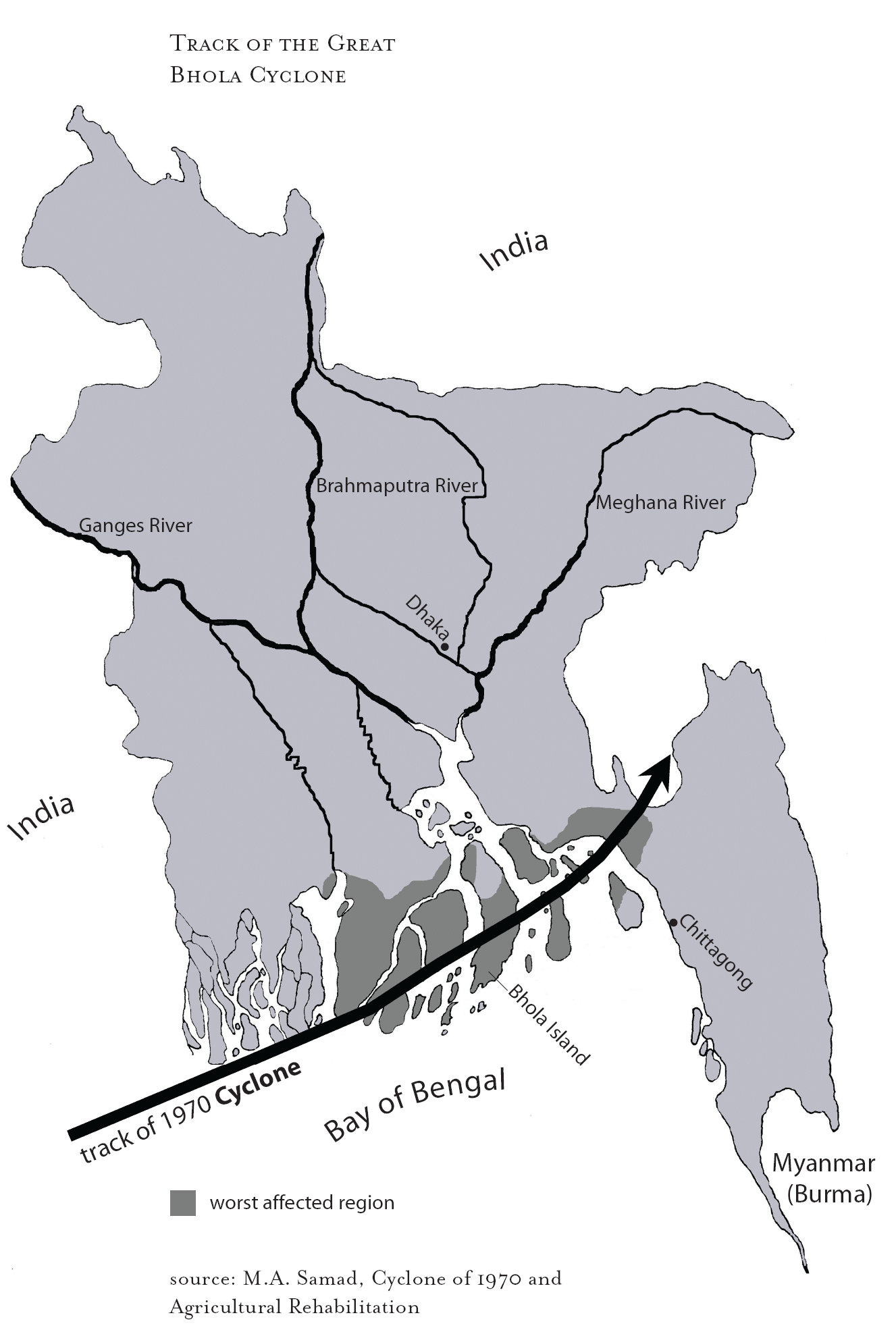
波拉气旋路径

## 影响
| 排名 | 死亡人数                    | 灾害名                    | 位置                                         | 时间                 |
| ---- | --------------------------- | ------------------------- | -------------------------------------------- | -------------------- |
| 1    | ≥500,000                    | 1970年波拉气旋            | 東巴基斯坦（今孟加拉国）                     | 1970年11月13日       |
| 2    | 300,000                     | 1737年加尔各答气旋        | 印度                                         | 1737年10月7日        |
| 2    | 300,000                     | 1839年印度气旋            | 印度                                         | 1839年11月25日       |
| 4    | 229,000                     | 颱風妮娜—导致板桥水库溃坝 | 中华人民共和国                               | 1975年8月7日         |
| 5    | 200,000                     | 1876年孟加拉氣旋          | 印度（今孟加拉国）                           | 1876年10月30日       |
| 6    | 150,000 (30,000 到 300,000) | 1881年海防颱風            | 越南                                         | 1881年10月8日        |
| 7    | 138,866                     | 1991年孟加拉氣旋          | 孟加拉国                                     | 1991年4月29日        |
| 8    | 138,366                     | 气旋纳尔吉斯              | 缅甸                                         | 2008年5月2日         |
| 9    | 100,000                     | 1780年7月台风             | 菲律宾                                       | 1780年               |
| 10   | ≥22,000                     | 1780年大颶風              | 小安地列斯群島 波多黎各 多明尼加 百慕達 美國 | 1780年10月10日～16日 |

尽管北印度洋是热带气旋活动最不活跃的地区，但是孟加拉湾沿岸抵挡热带气旋吹袭的能力十分脆弱。在本次风暴中，死亡人口总数的准确数字无从可知，但估计有30万至50万人因此丧生。
尽管1970年波拉气旋的登陆强度低于1991年的孟加拉气旋，但它却是有史以来最致命的灾难之一，其伤亡人数可以与1976年中国的唐山大地震、2010年的海地大地震和2004年印度洋海啸相提并论。因为波拉气旋的伤亡数据不确定，这场灾难仍然是这四场灾难中最致命的。

### 东巴基斯坦
1970年11月12日下午十时（协调世界时），位于风暴登陆地点以东95 km（59 mi）处的一个气象站在风速计毁坏前测得144 km/h（89 mph）的瞬间最大阵风。45分钟后，在附近吉大港港口停泊的一艘船只测得222 km/h（138 mph）的瞬间最大阵风。风暴登陆后在恒河三角洲造成高达10-（33-英尺） 的风暴潮。在吉大港港口，风暴潮甚至达到高出海平面4米（13英尺）、平均高出海平面1.2米（3.9英尺） 。
据巴基斯坦广播电台于1970年11月13日报道，在吉大港附近的13个岛屿上，没有一个幸存者；波拉岛、哈提亚岛以及附近的大陆沿岸，水稻绝收。吉大港和蒙格拉港中停泊的船只被摧毁。在接下来的数小时内，吉大港机场和科克斯巴扎尔机场积水1米（3.3英尺）深。
至少360万人直接受风暴影响。幸存者宣称当地大约有85%的房屋被摧毁或严重受损，尤其是在南部近岸。90%的远洋渔民遭到严重损失，包括他们的9,000艘离岸渔船。在77,000名在岸渔民中有46,000人丧生，40%的幸存者也受到严重影响。总共大约有65%的捕捞能力在风暴中摧毁。而当地居民膳食中80%的蛋白质来自鱼类。当地农业损失大约6,300万美元，包括大量粮食和26万头牛。三个月后，有75%的人还要从救济人员得到食物，还有150,000人依赖国际援助获得食物。

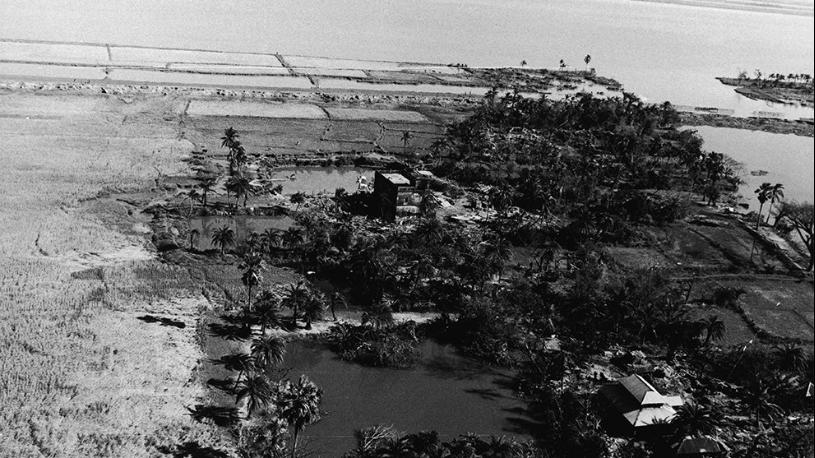
波拉气旋过境后的博杜阿卡利县海滩上堆满了死牛的尸体，1970年11月

### 印度
在11月8日和9日，该气旋给安达曼群岛、尼科巴群岛带来大范围强降雨。11月8日，布莱尔港测得130 mm（5.1英寸） 的降雨量。11月12日，一艘从加尔各答开往科威特的5,500吨货轮Mahajagmitra号在风暴中沉没，造成50人遇难。在沉没之前，该船发出遇难信号，并测得飓风风力。风暴登陆后，在西孟加拉邦和阿萨姆邦带来大范围强降雨，造成这两个邦房屋损毁、庄稼减产，尤其是最南部的几个区最严重。

## 后果

### 政府回应
|                             | 有错误，也有延误，但总的来说，我很满意，一切都在完成，也将完成。 (英语：There have been mistakes, there have been delays, but by and large I'm very satisfied that everything is being done and will be done.) |
| ——叶海亚·汗，1970年11月22日 | |

在风暴吹袭海岸之后，三艘巴基斯坦军舰和一艘医疗舰从吉大港携带医护人员和救援物资前往哈提亚岛、松迪布岛和库图布迪亚乌帕齐拉。巴基斯坦军队在气旋登陆两天后到达灾区进行救援。
当时巴基斯坦总统叶海亚·汗刚刚对中国的国事访问后回来，在11月16日视察灾情。并宣布全国一律降半旗，宣布风暴登陆一周后的11月21日为国家公祭日。

### 政治影响
|                      | 我们有一支庞大的军队，但留给英国海军陆战队来埋葬我们的死者。 (英语：We have a large army, but it is left to the British Marines to bury our dead.) |
| ——谢赫·穆吉布·拉赫曼 | |

第一面孟加拉国国旗，启用于1971年3月3日

谢赫·穆吉布·拉赫曼领导的孟加拉国人民联盟在1970年12月的国民选举中以绝对优势胜出，其中一部分原因是对巴基斯坦政府救灾工作失败的不满。由于本次风暴，东巴基斯坦九个国民议会和十八个省议会席位的选举不得不推迟到1971年1月18日。巴基斯坦政府对救灾工作的应付态度加剧了东巴基斯坦人民的痛苦，使当地的反政府运动进一步扩大。援助只能缓慢到来，通往灾区的交通不便。随着局势在3月份进一步紧张，东巴基斯坦的外国居民纷纷疏散。该月，情况急剧恶化，演变成1971年孟加拉国解放战争，还扩大至1971年印巴战争，促成了孟加拉国的独立。这是自然力量第一次导致一场内战的发生。